# La Maison de Sylvie

La Maison de Sylvie est une œuvre de Théophile de Viau, écrite en 1623-1624, composée de 10 odes en dizains. Cette œuvre reflète l'amour qu'éprouvait Théophile pour Sylvie, duchesse de Montmorency. La Maison est le Château de Chantilly, appartenant alors aux Montmorency, où il trouve abri. Une partie des dix odes « était déjà sur le métier avant son arrestation. Son excellente mémoire lui a permis de l'incorporer aux pièces écrites dans la prison pour former une suite régulière » publiée dans l'été de 1624. Ces odes sont considérées comme le testament poétique de Théophile.